# Lochkartentechnik
Die Lochkartentechnik bezeichnet in der Datenverarbeitung Verfahren zur Datenerfassung, -speicherung und -bereitstellung mittels Lochkarten als Datenträger. Mit ihren vielseitigen Einsatzmöglichkeiten führte sie in den Industrieländern zu einer schnellen maschinentechnischen Weiterentwicklung. Die erste Anwendung war die Steuerung des 1805 entwickelten Jacquardwebstuhls.
Mit der Lochkartentechnik wurden im Wesentlichen in dem Zeitraum von 1960 bis 1980 Daten und Programme erfasst und in die Rechenmaschinen eingegeben. Ähnlichen Zwecken dienten die Lochstreifen, aber die Lochkarte war für Menschen wesentlich besser handhabbar, sie konnte beschriftet werden, und es gab auch verschiedene Maschinen, mit denen Lochkarten ohne einen Zentralrechner verarbeitet, z. B. sortiert, werden konnten.
Durch ihre geringe Arbeitsgeschwindigkeit gegenüber dem Lochstreifen und schließlich wegen der Entwicklung der magnetischen Datenaufzeichnung verlor die Lochkartentechnik etwa ab 1960 zunehmend an Bedeutung.

## Übersicht Lochkartenmaschinen
Die Technologie geht auf die von Herman Hollerith Ende des 19. Jahrhunderts patentierten mechanischen Erfindungen zurück.

### Tabelliermaschine
Die Tabelliermaschine diente zur Auswertung von Lochkarten. Sie konnte summieren, addieren und subtrahieren, multiplizieren und dividieren. Seit 1920 beherrschte sie das Drucken. Sie wurde in ihrer Funktion überflüssig mit dem Aufkommen der elektronischen Datenverarbeitung Ende der 1950er, Beginn der 1960er Jahre. Tabelliermaschinen waren später mit einer Verkabelung auf einer Stecktafel zu einem gewissen Grad „programmierbar“.

### Lochkartenlocher

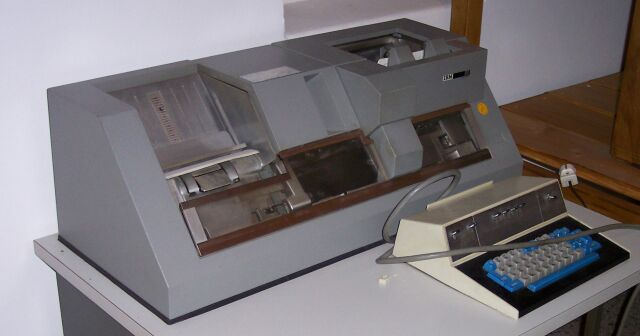
IBM 029

- Datenerfassungsgerät für 80-spaltige Lochkarten
- numerische und alphanumerische Tastatur; Steuertastatur
- automatische Zufuhr und Ablage der Lochkarte
- spaltenweises Lochen
- automatisches Lochen möglich
- ein Stanzblock mit 12 Stanzstempeln und eine Abfühlstation mit 24 Abfühlstiften (2 × 12); Stanzprinzip: Schritttransport mit anschließendem Stanzvorgang
- Programm- und Konstantentrommel werden mit je 12 Sternrädern abgefühlt

### Lochkartenprüfer

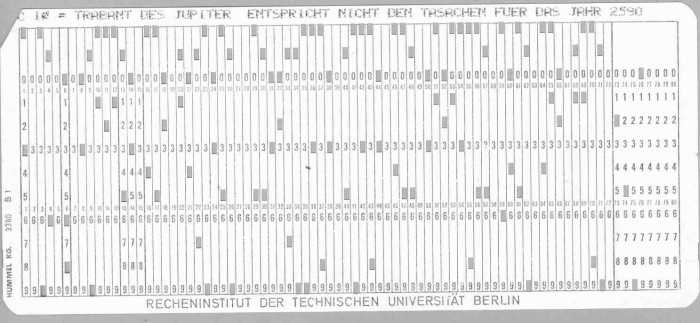
Lochkarte

- Datenprüfgerät für 80-spaltige Lochkarten
- spaltenweises Prüfen
- automatisches Prüfen möglich
- zwei Abfühlstationen mit je 24 Abfühlstiften (2 × 12)
- geprüfte, richtig gestanzte Lochkarte erhält nach der 80. Spalte eine Prüfkerbe am rechten Kartenrand
- Fehlerhafte Lochungen bewirken Aufleuchten der Fehlerlampe

Nach zweimaliger Wiederholung des Prüfvorganges der betreffenden Spalte erhält die Lochkarte bei festgestelltem Fehler eine Fehlerkerbung am oberen Kartenrand. Die Lochkarte wird durch zwei Abfühlstifte abgetastet. Bei jedem möglichen Abfühlvorgang werden die Abfühlstifte durch die Schwinge mechanisch zur Abfühlbereitschaft freigegeben.

### Lochkartensortierer
Der Lochkartensortierer diente dazu, einen Lochkartenstapel in eine definierte Reihenfolge zu bringen. So konnte zum Beispiel nach Artikelnummern numerisch oder nach Nachnamen alphabetisch sortiert werden. Ebenso war ein Aussortieren, etwa um Lochkartenstapel mit gemeinsamen Merkmalen zu bilden, möglich.

### Lochkartenmischer
Der Lochkartenmischer diente unter anderem dazu zwei sortierte Lochkartenstapel, die ein gemeinsames Merkmal hatten, zusammenzuführen. Etwa bei einer Telefongesellschaft die Telefonnummer auf der Adresskartei mit der Telefonnummer auf dem Stapel der Umsatzkartei zu mischen, mit dem Ziel, diesen gemischten Stapel der Tabelliermaschine zur Abrechnung zu übergeben.

### Lochkartenleser

#### Technische Realisierung des maschinellen Lesens
Zur Informationsextraktion standen zwei Lösungen zur Verfügung.

##### Elektromechanisches Leseverfahren
Noch aus der Hollerith-Technik stammte das mechanische Abtastverfahren, das ab den 1920er Jahren als elektromechanisches
Lesen beschleunigt wurde.
Der Informationsträger Lochkarte wird durch Abfühlbürsten abgetastet. Ist eine Lochstelle im Informationsträger, so schließen die Abfühlbürsten über die Kontaktfläche (Kontaktwalze) einen Stromkreis. Der dabei entstehende Impuls wird von der Auswertungsschaltung als Merkmal für eine Lochstelle interpretiert. Die elektrische Kontaktzeit der Abfühlbürste in der Lochstelle ist kürzer als ihre mechanische Berührungszeit mit der Kontaktfläche (Kontaktwalze) – stromlos in die Lochstelle, stromlos aus der Lochstelle.

##### Fotoelektrisches Leseverfahren
Der Informationsträger Lochkarte wird von gebündeltem Licht abgetastet. Durch ein lichtempfindliches Bauelement werden die Lichtstärkeänderungen in Spannungsänderungen umgewandelt. Nach Verstärkung stehen die Impulse zur Auswertung zur Verfügung.

### Lochkartenstanzer
Ausgabe von Daten in Lochkarten aus der Zentraleinheit (Central Processing Unit CPU) über den Pufferspeicher.

#### Kartenbahn
- Kartenzufuhr durch Kartenzuführungsmesser
- Die Lochkarte wird zeilenweise gestanzt und mit der Zeile 9 voraus auf die Kartenbahn (Stanzbahn) transportiert
- Der Stanzblock besitzt 80 rechteckige Stanzstempel
- 80-stelliger Abfühlbürstenblock zur Kontrolle der Stanzzungen

#### Stanzvorgang
Die Stanzeinheit besteht aus:
- 80 Stanzmagnetpaaren mit je einem Anker
- 1 Schlagplatte mit Exzenter
- 80 Zugstangen
- 80 Kuppelgliedern
- 80 Stanzstempeln in der Stanzmatrize
- 80 Rückholfedern

Bei der Funktionsbereitschaft des Lochkartenstanzers wird die Schlagplatte durch den Exzenter auf- und abwärts bewegt. Bei Erregung eines Stanzmagnetpaares wird durch die Zugstange das Kuppelglied in die Richtung der Schlagplatte gezogen und durch das Kuppelglied mit Stanzstempel nach unten gedrückt. Die Lochkarte wird gestanzt. Bei der dann folgenden Aufwärtsbewegung der Schlagplatte bewirkt sie in Verbindung mit der Rückholfeder die Ruhestellung von Kuppelglied und Stanzstempel.

## Anwendung
Ein sehr früher industrieller Einsatz von Lochkarten lässt sich bereits zu Beginn des 19. Jahrhunderts in der Textilbranche feststellen. Dort entwickelte der französische Seidenweber Joseph-Marie Jacquard den als Jacquard-Webstuhl bekannt gewordenen halbautomatisch arbeitenden Webstuhl, der – erstmals im Jahr 1805 – mit gelochten Karten aus Karton gesteuert wurde.
Eine erste praktische Anwendung der Lochkartentechnik in der öffentlichen Verwaltung fand bei der amerikanischen Volkszählung von 1890 statt. Durch den Einsatz von Lochkartenmaschinen, die von Herman Hollerith entwickelt worden waren, konnte die Auswertung der Daten bereits nach einem Jahr abgeschlossen werden. (Die Auswertung der Volkszählung 1880 hatte noch acht Jahre gedauert.)
Im Ersten Weltkrieg wurden in Deutschland Lochkarten beim Waffen- und Munitionsbeschaffungsamt (WUMBA), Haus Cumberland, eingesetzt. Die Lochkarten blieben nach dem Krieg erhalten, der Schlüssel blieb geheim, was als Argument für den Einsatz im 3. Reich verwendet wurde. Die Marineverwaltung setzte Lochkarten bereits vor 1934 für Gebühren- und Materialkostenabrechnungen bei Werften ein.
- Die US Army setzte im Ersten Weltkrieg Lochkartenlogistik im Sanitätswesen ein.
- Österreich-Ungarn produzierte den Stahlhelm Modell 1917 bei Krupp Berndorfer Metallwarenfabrik. Zur statistischen Absicherung des Designs wurden K.u.k-Sanitätsberichte mit Hollerith-Lochkartentechnik ausgewertet.[1]
- In Polen hieß das Tochterunternehmen von IBM bis 1938 »Polski Hollerith«, es berichtete über Multitasking und hatte mit der umgekehrten polnischen Notation Potenzial für die Entwicklung von Computern.
- Es gibt Berichte über den Einsatz in Tschechien, in Holland und in Belgien im Wehrersatzwesen, also der Bevölkerungsstatistik.
- In Frankreich setzte der Stabsoffizier René Carmille ab 1940 die Nutzung der Lochkartentechnik zur allgemeinen Personenerfassung im Vichy-Regime durch, hintertrieb jedoch den systematischen Einsatz des Systems zur Verfolgung von Juden.

Hauptartikel: Maschinelles Berichtswesen
Nach dem Zweiten Weltkrieg wurde sie im Zusammenhang mit den elektronischen Rechenmaschinen eingesetzt, die auf Zuse Z3 und ENIAC folgten. Sie ähnelt den in der Fernschreibtechnik verwendeten Lochstreifen.
Im Laufe der Jahre wurden entwickelt:
- als Standalone-Geräte: Lochkartenlocher, Lochkartenprüfer, Lochkartendoppler, Lochschriftübersetzer, Summenlocher
- als Peripheriegeräte der Zentraleinheit: Lochkartenleser und Lochkartenstanzer